# Комплекс будинків по вулиці Героїв Майдану, 3—5ц
Комплекс будинків по вулиці Героїв Майдану, 3—5ц — комплекс житлових будинків на початку вулиці Героїв Майдану у Франківському районі міста Львова, зведених у 1930-х роках у стилі функціоналізму. Будинки № 5-б і 5-ц мають статус пам'яток архітектури місцевого значення з охоронними номерами 2083 і 2087 відповідно.

## Історія
Забудова вулиці Героїв Майдану почалася на початку 1900-х років, коли вулиця сформувалася у своєму нинішньому вигляді. Втім, непарний бік вулиці через дещо ускладнений рельєф місцевості довгий час не забудовувався. У 1930-х роках тут звели низку багатоповерхових житлових будинків у популярному в ті часи стилі функціоналізму. Будинки № 3 і № 5 спроєктовані у 1934—1935 роках Стефаном Мічинським та Якубом Менкером, і зведені до 1937 року. Будинок № 5-а зведений, ймовірно, у 1937—1938 роках, автор його проекту невідомий. Будинок № 5-ц спроєктований також Якубом Менкером у 1935 році та зведений до 1936 року. За деякими даними у проєктуванні даного комплексу брали участь також архітектори Антоній Лішкевич і Герман Вахман.

## Опис
Комплекс складається із п'яти будинків № 3, 5, 5-а, 5-б, 5-ц, розташованих вздовж вулиці Героїв Майдану та відділених від тротуару палісадником.
Будинки № 3, № 5 і № 5-а чотириповерхові, із напівпідвальними приміщеннями, будинок № 5-б — п'ятиповерховий, будинок № 5-ц — чотириповерховий.
Фасади будинків вирішені у стилі функціоналізму — асиметричні, тиньковані слюдовим тиньком, горизонтально членовані рядами вікон прямокутних вікон, лоджій та балконів. Кут будинку № 3 підкреслений заокругленими кутовими балконами, будинок № 5 має на 2—4 поверхах лоджії, обрамлені штучним каменем. Фасад будинку № 5-а декорований лише прямокутними вікнами у рустованих рамках. Центральна вісь бічного фасаду будинку № 5-б, наріжного із вулицею Глінки, підкреслена рядом невеликих круглих віконець. Фасад будинку № 5-ц, також наріжного із вулицею Глінки, розчленований горизонтально стрічковими вікнами, кут будинку акцентований витягнутими заокругленими балконами із металевими вставками-решітками, типовими для архітектури функціоналізму.
Тильні фасади деяких будинків мають так званий «термометр» — вертикальну стрічку з вікон сходової клітки.

## Галерея

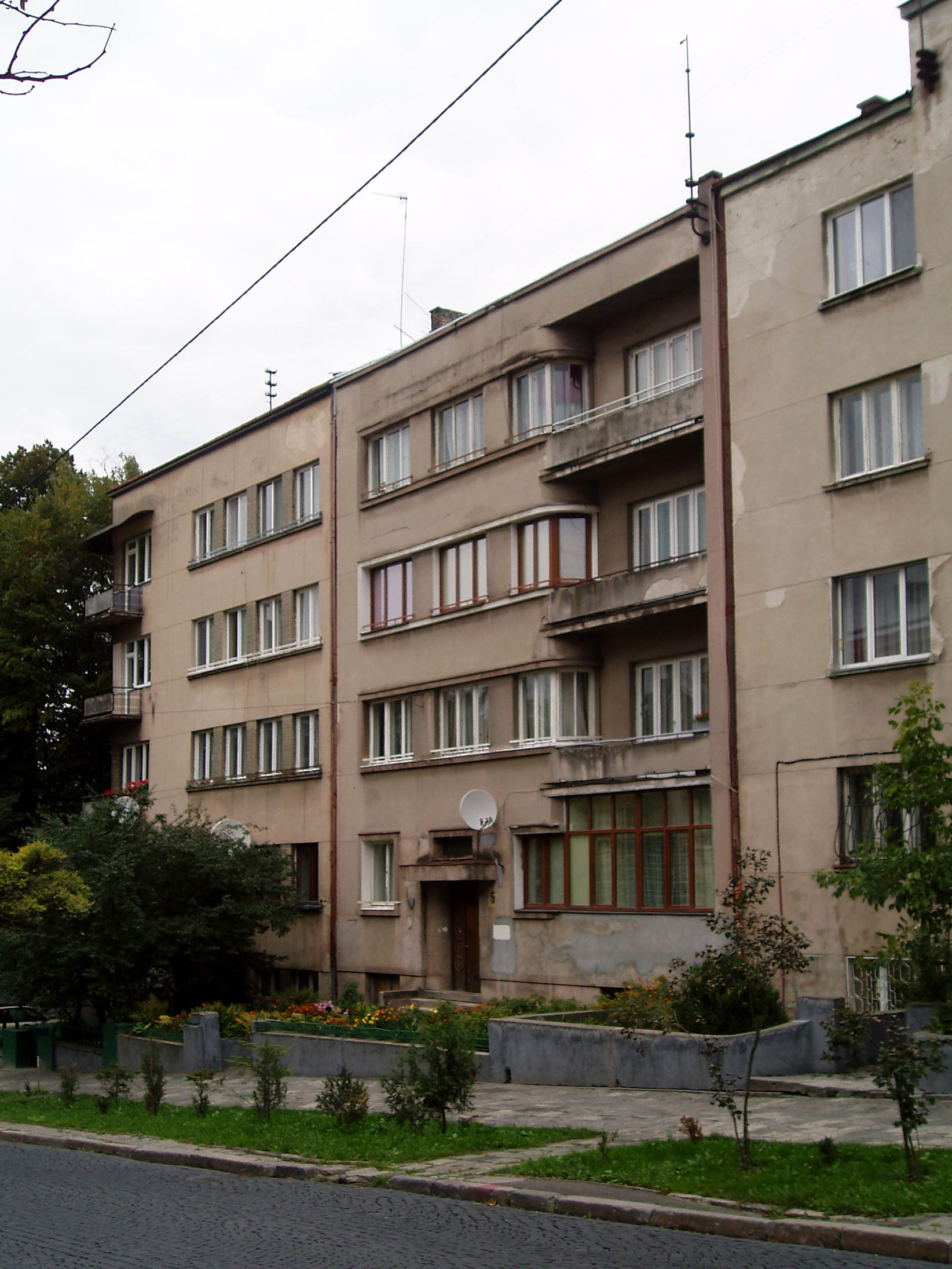
Будинки № 3 і № 5
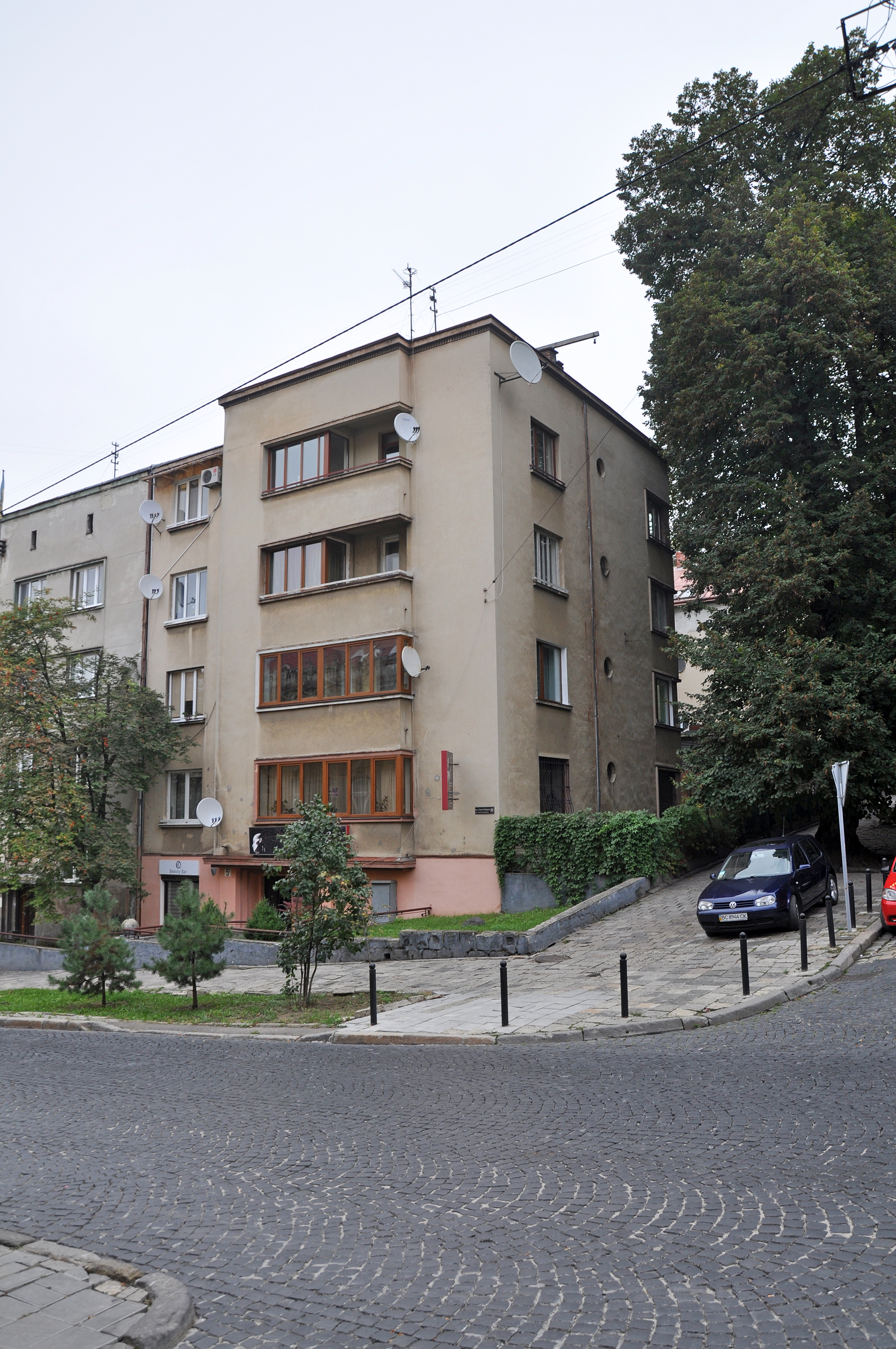
Будинок № 5-б
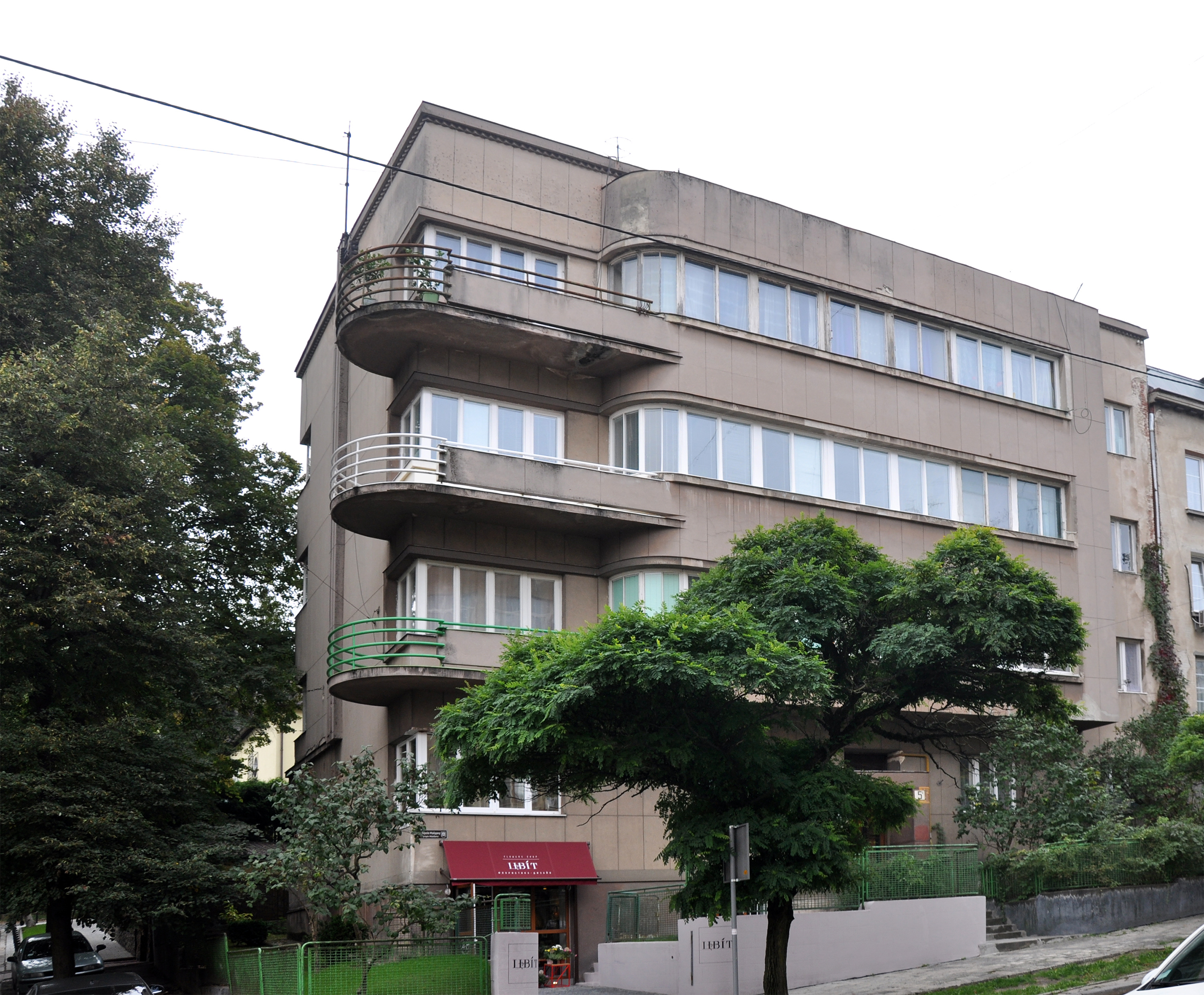
Будинок № 5-ц
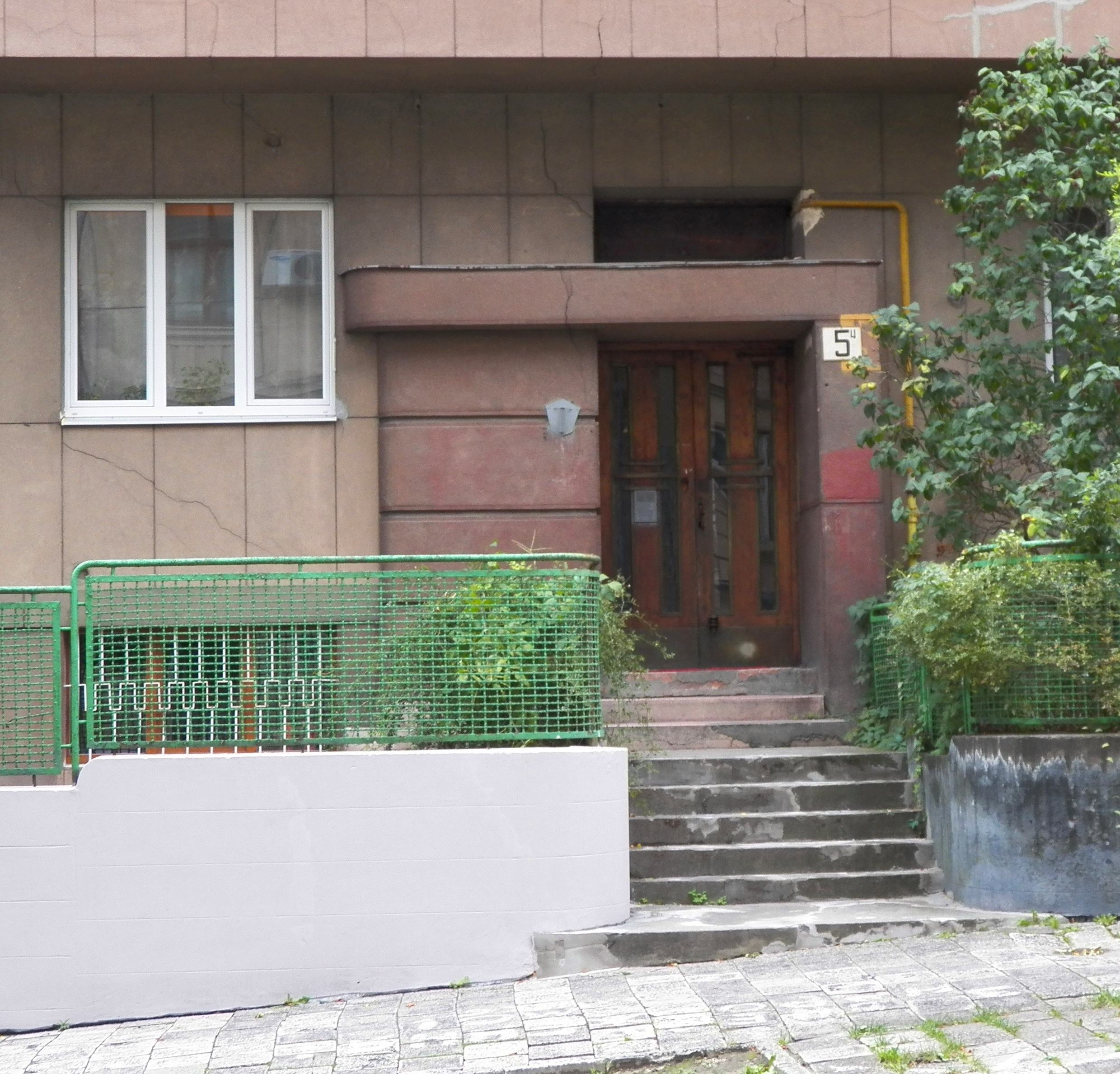
Вхідний портал будинку № 5-ц